# مونا لیزا (فیلم)
مونا لیزا (به انگلیسی: Mona Lisa) فیلمی ۱۰۴ دقیقه‌ای به کارگردانی نیل جوردن با بازی باب هاسکینز است.